# Ganna (profetessa)
Ganna (en grec antic Γάννα) va ser una profetessa germànica, de la tribu dels sèmnons que va viure al segle I dC.
Va ser la successora de la profetessa Veleda, que havia estat capturada i portada a Roma, cap a finals del segle i. Va tenir una actuació política activa i va actuar com a diplomàtica i representant de la seva tribu en les negociacions amb l'emperador romà Domicià, que va governar entre els anys 81 i 96.
Dió Cassi diu: Masius, rei dels sèmnons i Ganna, una verge que era sacerdotessa a Germània, quan els romans van capturar Veleda, va anar a veure Domicià, i després d'haver estat honrada per l'emperador, va tornar a casa". Masius i Ganna van viatjar per negociar amb l'emperador Domicià, potser durant la seva estada temporal a la Gàl·lia (ca. 82), o potser van anar fins a Roma. Igual que la seva predecessora Veleda, Ganna (les dues descrites com a verges), va tenir influència política a més de les seves funcions religioses en l'endevinació, la profecia i els encanteris màgics. El nom de Ganna s'interpreta que està relacionat amb l'antiga paraula germànica gandr, que tindria el significat de "vareta màgica".